# Troy Perkins
Troy Perkins (Springfield, Ohio, Estados Unidos, 29 de julio de 1981) es un exfutbolista estadounidense. Jugó como portero y su último club fue el Seattle Sounders FC de la Major League Soccer.

## Clubes
| Club                | País           | Periodo       |
| ------------------- | -------------- | ------------- |
| Cape Cod Crusaders  | Estados Unidos | 2002-2003     |
| D.C. United         | Estados Unidos | 2004-2007     |
| Vålerenga Fotball   | Noruega        | 2008-2010     |
| D.C. United         | Estados Unidos | 2010          |
| Portland Timbers    | Estados Unidos | 2011-2012     |
| Montreal Impact     | Canadá         | 2012-2014     |
| Seattle Sounders FC | Estados Unidos | 2015          |
| Seattle Sounders 2  | Estados Unidos | 2015 (cesión) |

## Selección nacional
También ha sido internacional con Estados Unidos ha jugado 7 partidos.
| Período | Selección      | PJ (G) |
| ------- | -------------- | ------ |
| 2007-   | Estados Unidos | 7 (0)  |

## Campeonatos nacionales
| Título                          | Club              | País           | Año  |
| ------------------------------- | ----------------- | -------------- | ---- |
| MLS Supporter's Shield          | D.C. United       | Estados Unidos | 2006 |
| MLS Supporter's Shield          | D.C. United       | Estados Unidos | 2007 |
| Copa de Noruega                 | Vålerenga Fotball | Noruega        | 2008 |
| Campeonato Canadiense de Fútbol | Montreal Impact   | Canadá         | 2013 |
| Campeonato Canadiense de Fútbol | Montreal Impact   | Canadá         | 2014 |

## Distinciones individuales
| Distinción                        | Año  |
| --------------------------------- | ---- |
| Portero del año en Estados Unidos | 2006 |
| MLS Best XI                       | 2006 |

- Datos: Q947170
- Multimedia: Troy Perkins / Q947170